# Олеся Замула
Олеся Замула (азерб. Olesya Zamula; нар. 17 лютого 1984, Рига) — латвійська та азербайджанська борчиня вільного стилю, бронзова призерка чемпіонату Європи, учасниця Олімпійських ігор.

## Життєпис
Боротьбою почала займатися з 1996 року. До 2005 року представляла на міжнародних турнірах Латвію, захищала прапор цієї країни на Чемпіонаті Європи 2003 року та Чемпіонаті світу 2005 року. Була чемпіонкою Латвії з вільної боротьби. Згодом почала програвати місце у збірній іншій спортсменці, тому прийняла запрошення Азербайджану і з 2007 року почала виступи за збірну цієї країни. Виступала за борцівський клуб «Атаспорт» з Баку. Тренер — Семен Капітанніков (з 2007).
У 2008 році взяла участь в літніх Олімпійських іграх в Пекіні. У першій сутичці поступилася представниці Японії Каорі Ітьо з рахунком 0:5. Японка вийшла до фіналу, тому Замула отримала шанс поборотися за бронзову нагороду. Однак у першому втішному поєдинку вона поступилася представниці США Ренді Міллер з рахунком 0:6 і вибула з турніру.
У 2011 році зуміла здобути бронзову нагороду на Чемпіонаті Європи в Дортмунді.
Закінчила Латвійську академію спортивної педагогіки. Після завершення спортивної кар'єри у 2012 році почала працювати фітнес-інструктором в готелі Four Seasons Hotels and Resorts в Баку.

## Спортивні результати на міжнародних змаганнях

### Виступи на Олімпіадах
| Змагання                    | Збірна      | Вагова категорія          | Місце |
| --------------------------- | ----------- | ------------------------- | ----- |
| Літні Олімпійські ігри 2008 | Азербайджан | жіноча боротьба, до 63 кг | 16    |

### Виступи на Чемпіонатах світу
| Змагання                        | Збірна      | Вагова категорія          | Місце |
| ------------------------------- | ----------- | ------------------------- | ----- |
| Чемпіонат світу з боротьби 2005 | Латвія      | жіноча боротьба, до 63 кг | 23    |
| Чемпіонат світу з боротьби 2007 | Азербайджан | жіноча боротьба, до 63 кг | 7     |
| Чемпіонат світу з боротьби 2008 | Азербайджан | жіноча боротьба, до 63 кг | 5     |
| Чемпіонат світу з боротьби 2009 | Азербайджан | жіноча боротьба, до 63 кг | 5     |

### Виступи на Чемпіонатах Європи
| Змагання                         | Збірна      | Вагова категорія          | Місце  |
| -------------------------------- | ----------- | ------------------------- | ------ |
| Чемпіонат Європи з боротьби 2003 | Латвія      | жіноча боротьба, до 67 кг | 7      |
| Чемпіонат Європи з боротьби 2008 | Азербайджан | жіноча боротьба, до 63 кг | 5      |
| Чемпіонат Європи з боротьби 2009 | Азербайджан | жіноча боротьба, до 63 кг | 7      |
| Чемпіонат Європи з боротьби 2010 | Азербайджан | жіноча боротьба, до 63 кг | 5      |
| Чемпіонат Європи з боротьби 2011 | Азербайджан | жіноча боротьба, до 63 кг | Бронза |
| Чемпіонат Європи з боротьби 2012 | Азербайджан | жіноча боротьба, до 63 кг | 14     |

### Виступи на інших змаганнях
| Змагання                                                    | Збірна      | Вагова категорія          | Місце  |
| ----------------------------------------------------------- | ----------- | ------------------------- | ------ |
| Олімпійський кваліфікаційний турнір з боротьби 2004 (Туніс) | Латвія      | жіноча боротьба, до 63 кг | 12     |
| Турнір Дана Колова — Николи Петрова 2007                    | Азербайджан | жіноча боротьба, до 63 кг | 5      |
| Золотий Гран-прі з боротьби 2008                            | Азербайджан | жіноча боротьба, до 63 кг | 5      |
| Золотий Гран-прі з боротьби 2009                            | Азербайджан | жіноча боротьба, до 63 кг | 5      |
| Austrian Ladies Open 2010                                   | Азербайджан | жіноча боротьба, до 63 кг | 7      |
| Золотий Гран-прі з боротьби 2010 (Баку)                     | Азербайджан | жіноча боротьба, до 59 кг | 7      |
| Всесвітні ігри бойових мистецтв 2010                        | Азербайджан | жіноча боротьба, до 63 кг | Золото |
| Турнір Яшара Догу 2011                                      | Азербайджан | жіноча боротьба, до 63 кг | Срібло |
| Klippan Lady Open 2011                                      | Азербайджан | жіноча боротьба, до 63 кг | 5      |
| Austrian Ladies Open 2011                                   | Азербайджан | жіноча боротьба, до 63 кг | 7      |
| Золотий Гран-прі з боротьби 2011 (Баку)                     | Азербайджан | жіноча боротьба, до 59 кг | Бронза |
| Київський Міжнародний турнір з боротьби 2012                | Азербайджан | жіноча боротьба, до 63 кг | Бронза |

### Виступи на змаганнях молодших вікових груп
| Змагання                                       | Збірна | Вагова категорія          | Місце |
| ---------------------------------------------- | ------ | ------------------------- | ----- |
| Чемпіонат світу з боротьби серед кадетів 1999  | Латвія | жіноча боротьба, до 56 кг | 13    |
| Чемпіонат світу з боротьби серед юніорів 2003  | Латвія | жіноча боротьба, до 55 кг | 11    |
| Чемпіонат Європи з боротьби серед юніорів 2004 | Латвія | жіноча боротьба, до 59 кг | 7     |